# Tomeurus gracilis
Tomeurus gracilis – gatunek ryby z rodziny piękniczkowatych (Poeciliidae), jedyny przedstawiciel rodzaju Tomeurus. Występuje w północnej części Ameryki Południowej – w północno-wschodniej Wenezueli, Gujanie, Surinamie, Gujanie Francuskiej oraz w północnej Brazylii – w stanach Amapá i Pará. 